# Pararcte
Pararcte là một chi bướm đêm thuộc họ Erebidae.